# La Mesopotamia: dalla scrittura all'archeologia
La Mesopotamia: dalla scrittura all'archeologia (francese: Il était une fois la Mésopotamie, lett. 'C'era una volta la Mesopotamia') è una monografia illustrata sulla Mesopotamia e l'assiriologia, scritta dall'assiriologo Jean Bottéro e dall'archeologo Marie-Joseph Stève, e pubblicata da Éditions Gallimard nel 1993 in Francia, e da Electa/Gallimard l'anno successivo in Italia. Quest'opera è il 52º titolo della collana «Universale Electa/Gallimard» ed è stata adattata in un film documentario omonimo.

## Contenuto

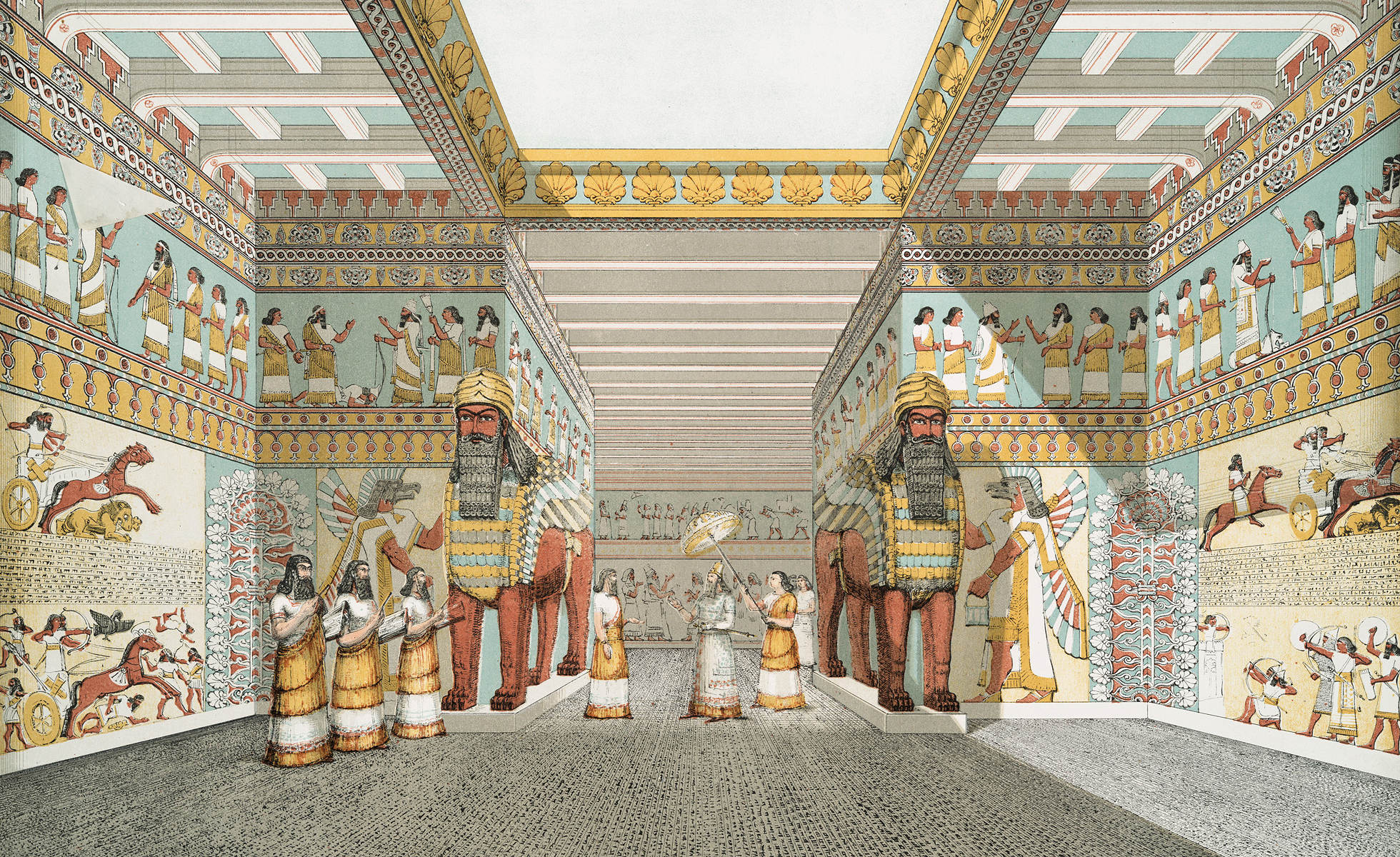
Rappresentazione artistica di una sala in un palazzo assiro. Illustrazione tratta da The Monuments of Nineveh: From Drawings Made on the Spot di Austen Henry Layard (1849), riprodotta sulla quarta di copertina.

La versione originale in francese di quest'opera tascabile fa parte della serie Archéologie della collana «Découvertes Gallimard» (mentre l'edizione italiana appartenente alla serie Storia e civiltà), vale a dire che qui siamo interessati allo studio di siti, oggetti e documenti scoperti in Mesopotamia dalla fine del XVIII secolo e non alla storia di questa regione. In altre parole, una storia dell'assiriologia.
Secondo la tradizione dell'«Universale Electa/Gallimard», questa collana si basa su un'abbondante documentazione iconografica e un modo di riunire l'iconografia documentaria e il testo, arricchita dalla stampa su carta patinata. È quasi come un «romanzo grafico» del genere suspense.

## Accoglienza
Il sito Babelio attribuisce al libro una media di 3.96/5 sulla base di 25 valutazioni. Su Goodreads, il libro ha una valutazione media di 3.83 su 5, basata su 23 valutazioni, indicando recensioni generalmente positive.

## Edizione italiana
Tradotta da Antonella Stefanelli, l'edizione italiana è infatti una versione aumentata, con 192 pagine in totale, mentre l'edizione francese ha solo 160 pagine. La riformulazione introdotta nella sezione “Testimonianze e documenti”, come indicato nella pagina del còlophon: «La sezione “Testimonianze e documenti” è stata realizzata appositamente per l'edizione italiana.»

## Adattamento documentario
Nel 1998, in co-produzione con La Sept-Arte e Trans Europe Film, in collaborazione con Éditions Gallimard e museo del Louvre, ha realizzato l'adattamento di Il était une fois la Mésopotamie con lo stesso titolo, diretto da Jean-Claude Lubtchansky, e narrato da François Marthouret, Corinne Jaber e Lubtchansky. Questo documentario è stato girato in parte in Iraq nella terra dell'argilla e delle canne situata tra il Tigri e l'Eufrate, ed è stato trasmesso su arte il 30 maggio 1998 e su La Cinquième il 4 e 5 giugno, nella serie di documentari per il grande pubblico «L’Aventure humaine». Il film è stato distribuito anche in DVD, edito dal Centre national du cinéma et de l’image animée (CNC). In Italia, il film è intitolato C'era una volta la Mesopotamia.